# Aïn Diab
Pour les articles homonymes, voir Diab.
Aïn Diab (عين الدئاب) qui signifie « la source des loups » est un quartier au sud-ouest de Casablanca (Maroc) ouvert sur l'Océan Atlantique et situé entre le marabout Sidi Abderrahman et l'Arrondissement Anfa.

## Présentation

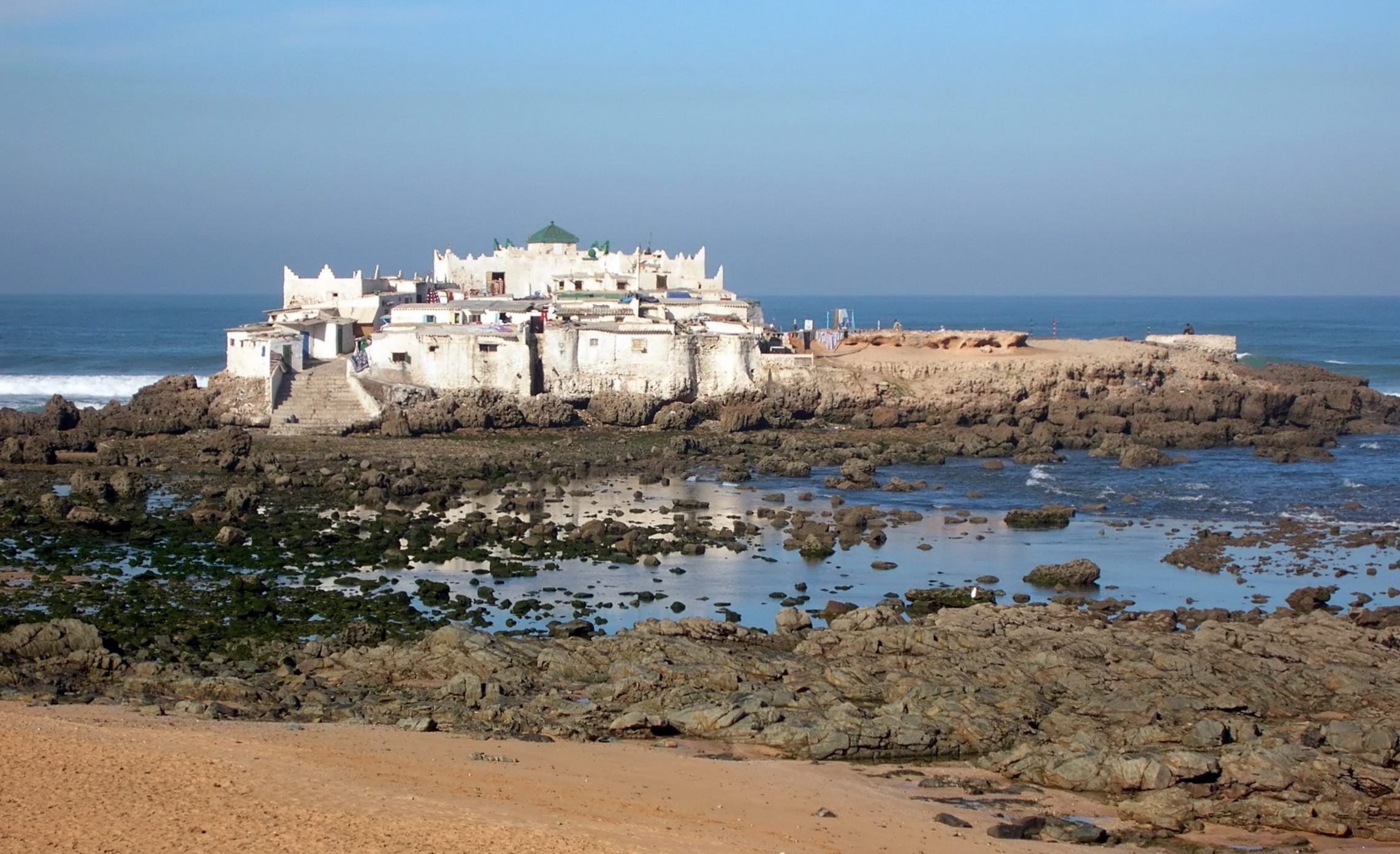
Marabout de l'îlot de Sidi Abderrahman à Casablanca

La plage d’Aïn Diab, de deux kilomètres environ, s'étend entre les deux pointes rocheuses de la Corniche et de Îlot de Sidi Abderrahman.
Au nord, l’Océan délimite nettement le domaine d’Aïn Diab avec ses deux interfaces littorales : la Corniche et la plage. Au sud, la limite est donnée par les avenues d’Anfa et la route d’Azemmour.
À l’intérieur de ces limites, le domaine d’Aïn Diab se divise en deux entités distinctes que la topographie oppose : la colline d’Anfa, et la dépression de Sindibad. La colline d’Anfa, semée de belles villas, reprend le nom de l’antique cité qui gît sous les ruines de l’ancienne médina de Casablanca mais n’a topographiquement aucun rapport avec elle : c’est désormais le toponyme d’un immense lotissement de maisons de grand luxe entourées de vastes parcs arborés. La dépression de Sindibad, du nom du parc de jeux qui en occupe une partie, est le fruit de l’érosion marine qui a formé tour à tour des falaises, des dunes et des plages.
De la route d'Azemmour à la mer, subsistent encore des activités agricoles et une partie de l’espace est classée en zone verte. Le reste est l'objet de spéculation immobilière. Et l’espace se partage entre lotissements récents de villas et habitat plus ou moins précaire.
Ce quartier est connu pour son activité touristique compte tenu de sa corniche et de sa plage. Il a aussi hébergé un circuit automobile dit Circuit d'Ain-Diab sur lequel se sont courues les premières courses de Formule 1 du Maroc en 1957 et 1958.
Le village de Douar si Ghanem se situe à proximité. 

## Source
Jean-Luc Pierre, Aïn Diab, la corniche de Casablanca, Senso Unico, Mohammedia, 2007